# آن برودي
آن برودي (بالإنجليزية: Ann Brody)‏ هي ممثلة أمريكية، ولدت في 29 أغسطس 1884 في بولندا، وتوفيت في 16 يوليو 1944 في نيويورك في الولايات المتحدة بسبب مرض.

## وصلات خارجية
- آن برودي على موقع IMDb (الإنجليزية)
- آن برودي على موقع أول موفي (الإنجليزية)
- آن برودي على موقع قاعدة بيانات برودواي على الإنترنت (الإنجليزية)
- آن برودي على موقع قاعدة بيانات برودواي على الإنترنت (الإنجليزية)
- آن برودي على موقع قاعدة بيانات الفيلم (الإنجليزية)